# Културна екологија
Културна екологија је грана екологије која пручава однос културе и средине и адаптацију друштва у средини у којој живи.

## Историја
Амерички антрополог Џулијан Стјуарт је одговоран за термин културна екологија који је настао још 1950. године. Она објашњава да су људи део свог окружења и како они утичу на друге. Он је поставио темеље културне екологије за тумечење еволуционе теорије. Културна екологија је легитимно поље антрополошких интересовања. Културна екологија ће се нарочито расцветати међу археолозима и неким културним антрополозима који су даље развили Стјуардов рад, анализирајући однос културе и човекове средине као облик добијања информација.
Године 1962. дефинише се културолошка екологија као проучавање улоге културе као динамичне компоненте сваког екосистема и то је и даље прилично прецизна дефиниција. Између једне трећине и једне половине земљине површине је промењено под утицајем хуманог развоја. Културна екологија је динамичка компонента сваког екосистема у коме је човек његов део. Човек је јединствени организам који уређује своје еколошке нише алатима које је створио сопственом културом и изумом. Човек стално осмишљава нове алате за ефикасније место у екосистему који га окружује. Ово прогресивно културно прилагођавање животних улова уско је повезано са теоријским занимањем у културној историји и културној еволуцији. Културна екологија тврди да су људи нераскидиво уграђени у површинске процесе Земље.

### Животна средина
Културна екологија је део теорије о животној средини коју пружају антрополози, археолози, географи, историчаре и други научници на начин да се размишља о томе зашто људи раде то што раде, на структуру истраживања и постављања добрих питања на основу тих података. Културна екологија је део теоријске поделе хумане екологије у два дела: људска биолошка екологија (како се људи прилагођавају путем биолошких средстава) и људска културна екологије (како се људи прилагођавају путем културних средстава). Проучавање интеракције између живих бића и њихове околине подразумева људску перцепцију о животној средини, а понекад утицај човека на животну средину и окружење око њега. Културна екологија је о људима - шта смо и шта радимо у контексту других живих бића на планети.
Културна екологија посматра однос човека и средине као систем културних узорака. То је низ вредности у физичкој животној средини, друштвеној и уже културној. 
Има антрополошки приступ који је допринео хуманизацији планског развоја животне средине. Културна екологија има велики значај за науку о животној средини. Животна средина се обогаћује и и техничким и биолошким присуством. То је изузетно значајно за одрживи развој зато што ублажава последице досадашњег агресивног техничког и технолошког напретка на рачун биосфере.